# Richmond (Californië)
Richmond is een stad in Contra Costa County in de Amerikaanse staat Californië en telt 103.818 inwoners (schatting 2006). Samen met de steden San José en San Francisco vormt het het grootstedelijke gebied San Francisco Bay Area. De Bay Area Rapid Transit (BART) heeft een station in Richmond.

## Geografie
Richmond bevindt zich op 37°56′13″Noord, 122°20′31″West. De totale oppervlakte bedraagt 136,2 km² (52,6 mijl²) waarven 77,6 km² (30,0 mijl²) land is en 58,5 km² (22,6 mijl²) of 42.98% water is.

### Klimaat
Richmond heeft een zacht, mediterraan klimaat. Het is er iets warmer dan in andere streken aan de kust van San Francisco. Tegenover streken die verder landinwaarts liggen, is de temperatuur in Richmond veel hoger. De maximumtemperaturen schommelen tussen 14°C en 23°C. De minimumtemperaturen liggen tussen 6°C en 13°C. De warmste maand is september en Richmond geniet vaak van een 'Indian Summer', die warmer is dan de 'echte zomer'. Januari is de koudste maand.
Het seizoen met de meeste regenval begint eind oktober en stopt in april. De maanden met de meeste regenval zijn januari en februari.

### Omgeving
Richmond is ook de thuis van verschillende diersoorten. Canadese ganzen overwinteren er jaarlijks. Zeehonden hebben hun thuis op de Castro Rocks, pinguïns en meeuwen terroriseren voetpaden en parkeerplaatsen. Dikkopjes en kikkers kan men vinden in beken en vijvers, muggen drijven de inwoners tot het uiterste, reigers kan men vinden op Brooks Island. Herten, uilen en leeuwen leven in de Wildcat canyon. Paarden, allerlei soorten vissen zijn daar ook te vinden.

## Demografie
Tijdens de Tweede Wereldoorlog nam de bevolking van de plaats zeer sterk toe. De komst van vier grote scheepwerven van Kaiser Shipyards trok mensen aan vanuit het hele land. Direct na de oorlog werden de werven gesloten en verloren de werknemers hun baan. Dit leidde tot werkloosheid en de stad had in de 10 jaar tot 1960 zo'n 30% van de inwoners weer zien vertrekken.
Volgens de census van 2000 bedroeg de bevolkingsdichtheid 3309,5/mijl² (1277,8/km²) en bedroeg het totale bevolkingsaantal 99.216 als volgt onderverdeeld naar etniciteit:
- 31,36% blanken
- 36,06% zwarten of Afrikaanse Amerikanen
- 0,64% inheemse Amerikanen
- 12,29% Aziaten
- 0,50% mensen afkomstig van eilanden in de Grote Oceaan
- 13,86% andere
- 5,27% twee of meer rassen
- 13,86% Spaans of Latino

Er waren 34.625 gezinnen en 23.025 families in Richmond. De gemiddelde gezinsgrootte bedroeg 2,82.

## Plaatsen in de nabije omgeving
De onderstaande figuur toont nabijgelegen plaatsen in een straal van 8 km rond Richmond.

## Geboren
- Glenn Plummer (1961), acteur